# L'onestà del peccato
L'onestà del peccato è un film muto italiano del 1918 diretto da Augusto Genina.